# (222) Люция
(222) Люция (нем. Lucia) — типичный астероид главного пояса, принадлежащий к очень редкому спектральному классу B, который, вероятно, состоит из безводных силикатов, магнититов и сульфидов. Астероид Люция входит в состав семейства Фемиды. Астероид был обнаружен 9 февраля 1882 года австрийским астрономом Иоганном Пализой в обсерватории города Вена и назван в честь дочери австро-венгерского графа Вильчека.

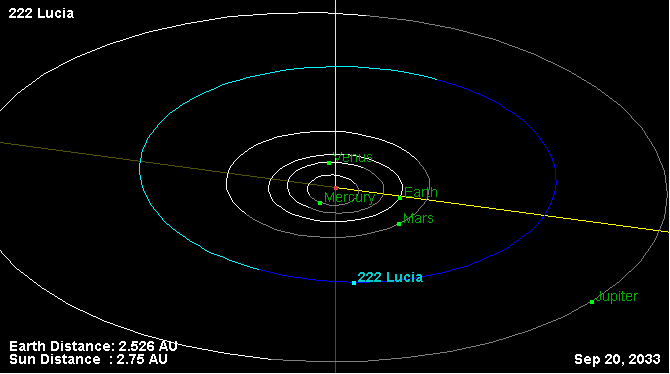
Орбита астероида Люция и его положение в Солнечной системе

Период вращения астероида, равный 7 часам, был определён Эдвардом Тедеско в 1979 году. Наблюдения, проведённые в октябре-декабре 2008 года в обсерватории Сантана, позволили уточнить это значение — 7,8 часов.